# ホルモン焼き

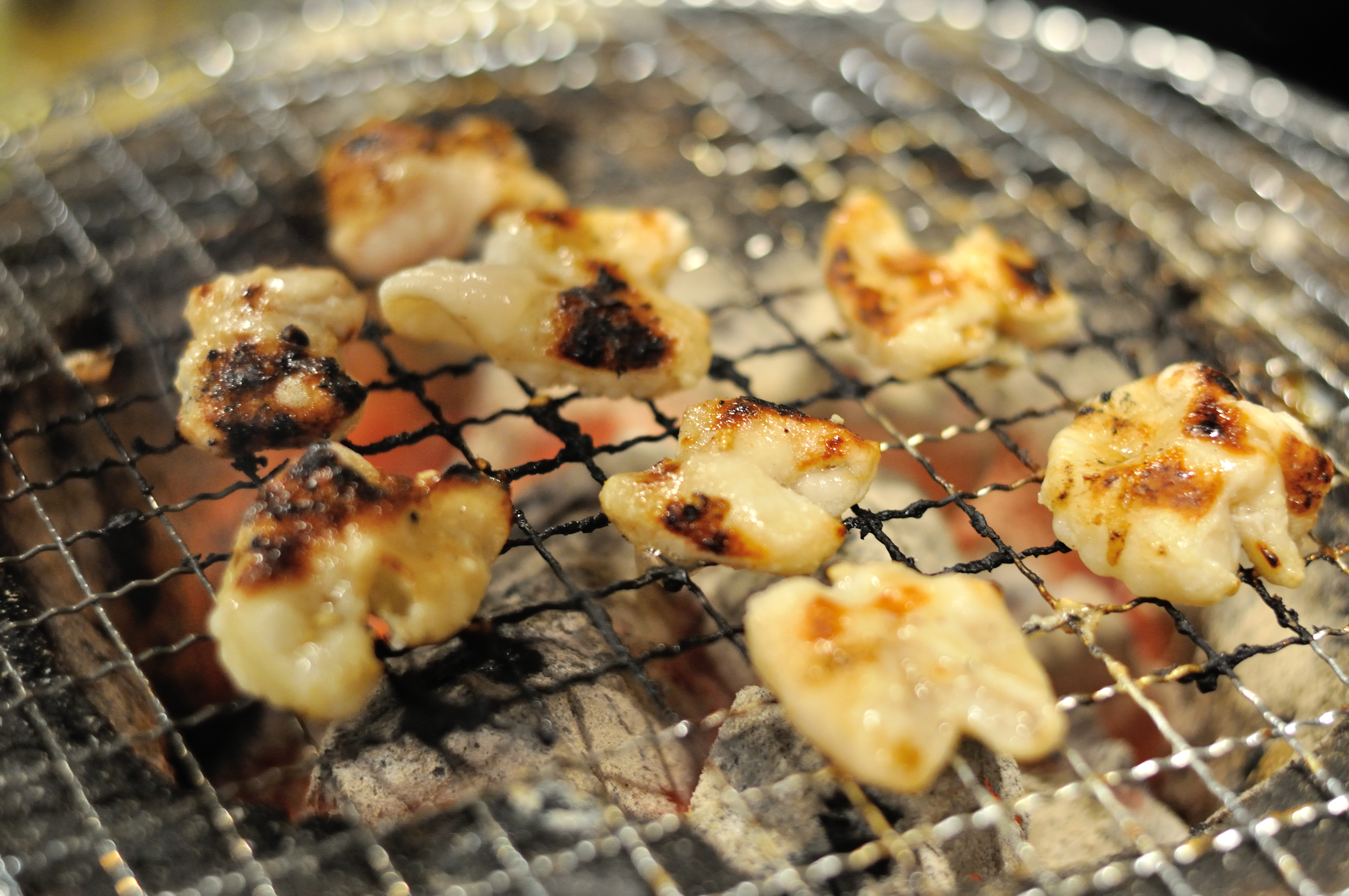
網焼きされたシロコロホルモン

ホルモン焼き（ホルモンやき）とは、内臓肉（もつ）を焼く料理。腸のほか皮、胃、肝臓、心臓、腎臓、子宮、肺などを用いる。かつては焼肉専門店や屋台、大阪の一部では「ホルモン屋」などで供される料理であったが、味付けされたパック製品が販売されていることから一般家庭において食されることもある。
「焼肉」や串に刺して「やきとん（焼き鳥）」としても食べられている。また、鉄板を用いて調理した場合は「鉄板焼き」の一種となる。
焼く以外の内臓肉料理（天ぷらなど）も「ホルモン」と冠されることがある。鍋料理については「もつ鍋」を参照。

## 歴史
佐々木道雄『焼肉の文化史』（明石書店）によれば、1920年代に精力を増強する料理のことをホルモン料理と呼ぶことが流行したという。佐々木は、当時のホルモン料理は動物の内臓料理に留まらず、卵、納豆、山芋も含まれていたことを多田鉄之助『続たべもの日本史』（新人物往来社、1973年）を引きながら指摘した。そしてまさに内臓料理としてのホルモン料理の初出として魚谷常吉『長寿料理』（1936年）を挙げ、昭和になると料亭「山水楼」や洋食屋「北極星」が内臓料理をホルモン料理として提供していたことを記している。「北極星」の創業者・北橋茂男は、1937年にフランス料理店をオープンし、内臓料理を目玉料理として提供し、「牛ノ臓器ヨリ抽出シタル『ホルモン 』ヲ含有セシメタル」料理を「ホルモン料理」と商標登録した。
それらの影響の結果で、第二次世界大戦前において大衆食堂などで出されたモツ焼きがホルモン焼きと称されるようになったようだと、植原路郎『食通入門』を根拠に推測している。これらのホルモンはまさに内分泌のホルモンのことである。
このように元々は日本系のモツ（内臓）焼きを意味していたホルモン焼きは戦後、在日韓国人の影響で内臓焼肉のホルモン料理が拡散された。さらに1970年代にはホルモンを医学・生物学用語由来ではなく駄洒落として「放（ほう）るもん」から採られたという俗説が流布されたが、「ホルモン」は1920年には既に使われていた用語である。

## 名称
上述の通り、ホルモン焼きのホルモンは内分泌のホルモン由来であり、日本人にも一部の数奇者が好奇を寄せる料理として、もしくは一部集落内にて消費される内臓食文化があったことは確かであるが、1970年代、様々な文献において「屠殺場で捨てるものを在日朝鮮人がもらって食べていた」という主張が散見されるようになる。その中でホルモンの語源は、内臓は食用の筋肉を取った後の捨てる部分なので、大阪弁で「捨てるもの」を意味する「放（ほう）るもん」から採られたという俗説（この説を採る代表例は、焼肉の食道園）を唱える人々が現れ、メディアなどを通して主張されるようになった。「大阪風味 - くいだおれ大阪どっとこむ!」の北極星の項目によると、「放る（捨てる）もん」を使っているという意味でも、また、内臓料理にはホルモンが含まれているという意味でも、「ホルモン料理」という名が付けられ定着してきた、との説明がある。
2006年3月15日放送のテレビ番組『トリビアの泉 〜素晴らしきムダ知識〜』のガセビアの沼コーナーでは、「放るもん＝ホルモン」説は前出『焼肉の文化史』を根拠にして、「放るもん」説が誤りで本来は先述のホルモン分泌を促進する滋養料理であることに因んでいるとし、又、くらしき作陽大学教授柘植治人は「高度経済成長期に戦後の食糧難を振り返る際に放るもの（捨てるもの）である内臓まで食べるくらいだったところからきていると噂されたが、戦前からホルモンは食材であった」と指摘。いずれも「放るもん」説を否定している。
2011年1月発行の普及啓発資料『畜産副生物の知識』において、特例社団法人日本食肉協議会は、「ホルモン」の語源について下記のように説明をしている。

ホルモンの語源は、大阪弁の「捨てるものを意味する『放るもん』」説や、医学用語であるドイツ語のHormon（ホルモン）、英語のhormoneは、動物体内の組織や器官の活動を調節する生理的物質の総称から、栄養豊富な内臓を食べると、活力がつくとして名付けられた説など諸説あります。ホルモン料理の名称は戦前から存在し、戦前においては、内臓料理に限らず、スタミナ料理一般、例えば、スッポン料理などもホルモン料理と呼ばれていたことから、ホルモンは「放るもん」ではなく、明治維新のころの西洋医学（主にドイツ）の影響を受け、栄養豊富で活力がつくとして名付けられたものと思われます。

「北∞ホルモン」は、北極星産業株式会社により1937年（昭和12年）3月13日に商標が出願され、1940年（昭和15年）9月16日に商標が取得されている。称呼は「ホルモン, キタホルモン, キタ」、区分は「30 牛の臓器より抽出したホルモンを含有した味噌」となっている。　

### トンチャン
この語源には諸説あり、定かではない。
- 「トンチャン」は朝鮮語の「トン」（ハングル表記は「똥」、発音はttong、意味は糞）、「チャン」（장、jang、臓もしくは腸）で、小腸・大腸を意味するというする説がある。
- 「トン」は豚から。「チャン」は、北海道の郷土料理名物料理で、魚を焼く類似の「ちゃんちゃん焼き」に由来するとする説がある。
- 岐阜県の中濃から飛騨にかけての地方には鶏ちゃん（ケイチャン）と呼ばれる鶏肉料理があり、それと関連してトンチャンは「豚ちゃん」の意味だと解釈されている[8]。

これらに起因して、「とんちゃん」の名を冠したホルモン（内臓）料理がある。
- 岐阜県飛騨市神岡町では、牛の臓物をタレで味付けして野菜とあえて焼く料理として、神岡とんちゃんが郷土料理になっている[9]。現在ではご当地グルメとして知られており、公式観光マップも準備されている[10]。
- 同じ岐阜県の可児郡御嵩町では、豚の臓物を町の特産の赤味噌で味付けして焼く料理としてみたけとんちゃんが郷土料理となっており、冷凍販売されている。このみたけとんちゃんはもともと亜炭の鉱夫がスコップに載せて焼いて食べていた名残で、網ではなく鉄板焼きにして食べる。
- 山口県下関市では「とんちゃん鍋」という独特のホルモン鍋が名物の一つとなっている。
- 福岡県筑豊地方では、ホルモン焼きのことを「（筑豊）とんちゃん」と呼び、特に採炭地で栄えた田川市において名物として盛り上げようという気運が近年高まり、田川ホルモン鍋として「田川ホルモン喰楽歩」が2012年に福岡県北九州市で行われた「第7回B-1グランプリ」に初出場、第6位に入った。
- 宮城県では第二次世界大戦後に豚のホルモン焼きを「とんちゃん」と呼び、これを出す「とんちゃん屋」が庶民に人気であった[11]。現在では仙台牛タン焼きが有名となったが、当初は豚タンが主流であった[11]。タレは店によって醤油と仙台味噌があり、両者を合わせたものもある[11]。岩沼市近郊ではジンギスカン鍋で焼く岩沼とんちゃんが名物となっている。

## 部位

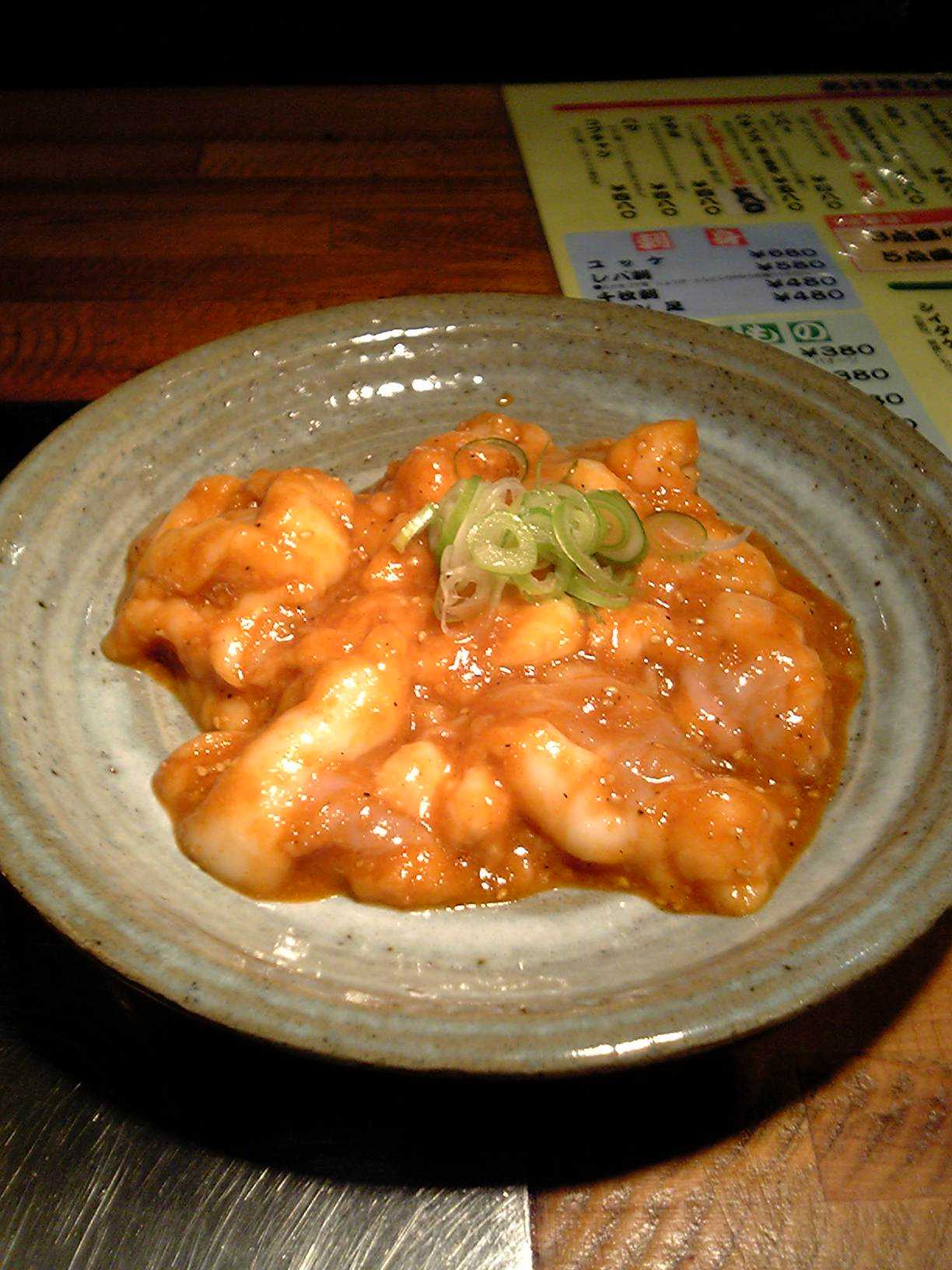
ホルモン焼き(豚の小腸)

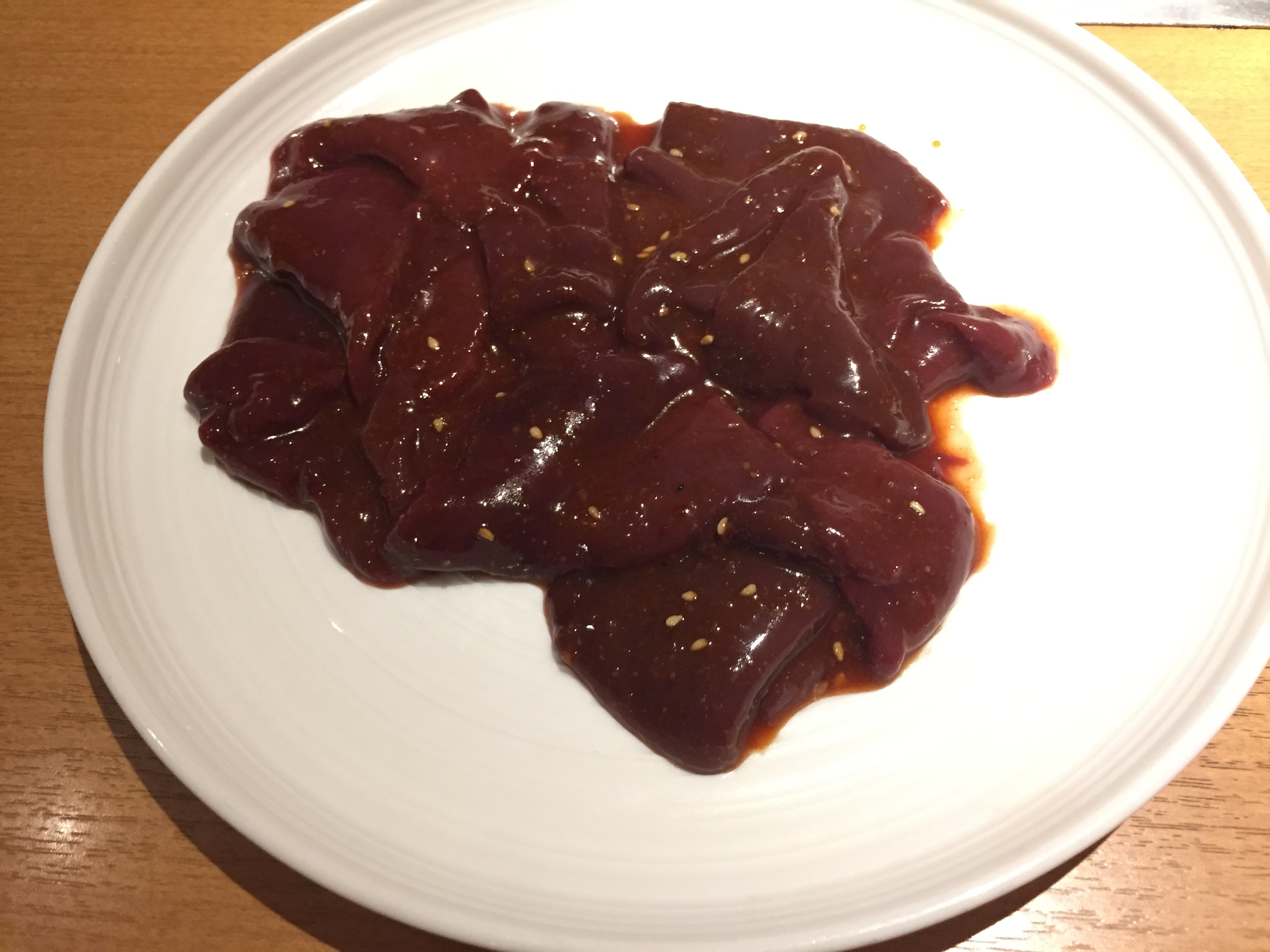
焼肉用牛レバー(牛の肝臓)

一般にホルモン焼きと言えば腸の料理を意味することが多いが、専門店や内臓食に縁の深い地域ではどの部位にするか聞かれることが多い。
- テッチャン
- ハツ
- レバー
- ミノ
- ハチノス
- センマイ
- ギアラ

## 栄養
田中聡著『健康法と癒しの社会史』（青弓社、1996年）によると、昭和初期、「ホルモン」は「生命の基となる物質」にして「若返りの秘薬」であり、人間や動物の内臓・血液に多く含まれていると考えられていたという。1936年（昭和11年）には東京・赤十字博物館で「ホルモン・ビタミン展覧会」なる展覧会が開かれ、「東洋古来のホルモン思想」と題された掲示の中で「種々の臓物や血液」「人血や生膽」がかつて秘薬として珍重されていたことが紹介され、また臓物を使った「ホルモン料理」の実演も行われた（『健康法と癒しの社会史』pp.68-71, 80.）。
コラーゲンが含まれている事から、美容に良いと広く信じられているが、ホルモンなどの食品を常識以上に多量に摂取したとしてもコラーゲンの形で吸収され美容上の効果があるという点については実証されていない。レバー（肝臓）など一部の部位を除き、食材となる腸管の多くは枝肉に比べて脂肪分がかなり高く、食べ過ぎると下痢を起こしたり消化不良となる可能性がある。またカロリーが高いうえ痛風の原因となるプリン体を多く含む事から、常食することには注意を要する。

## 地域性
日本全国で、ホルモンを焼いた料理が食べられている。地域によっては独自の調理を行うなど地域性がある。詳細は各項目を参照。

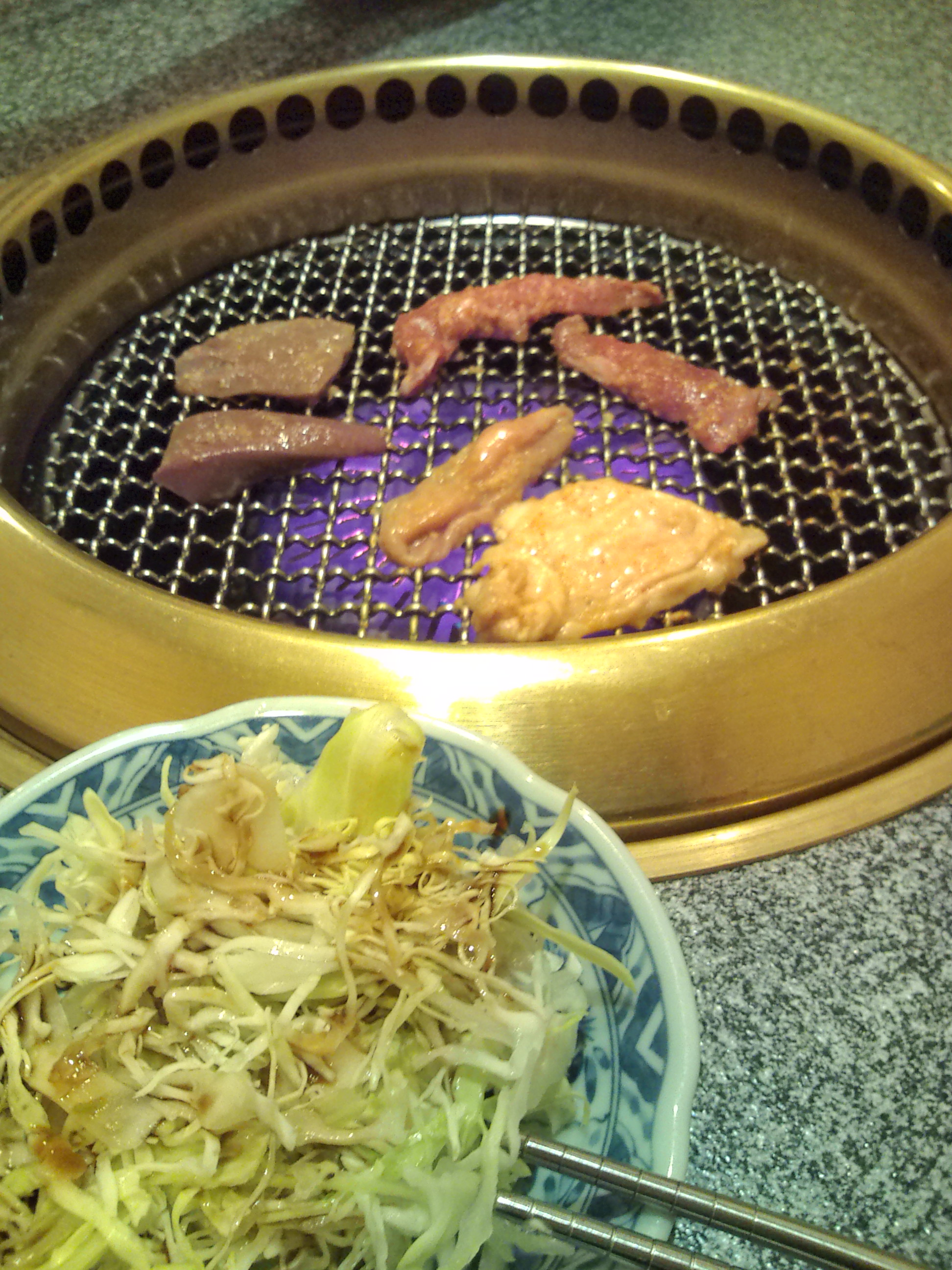
気仙沼ホルモン

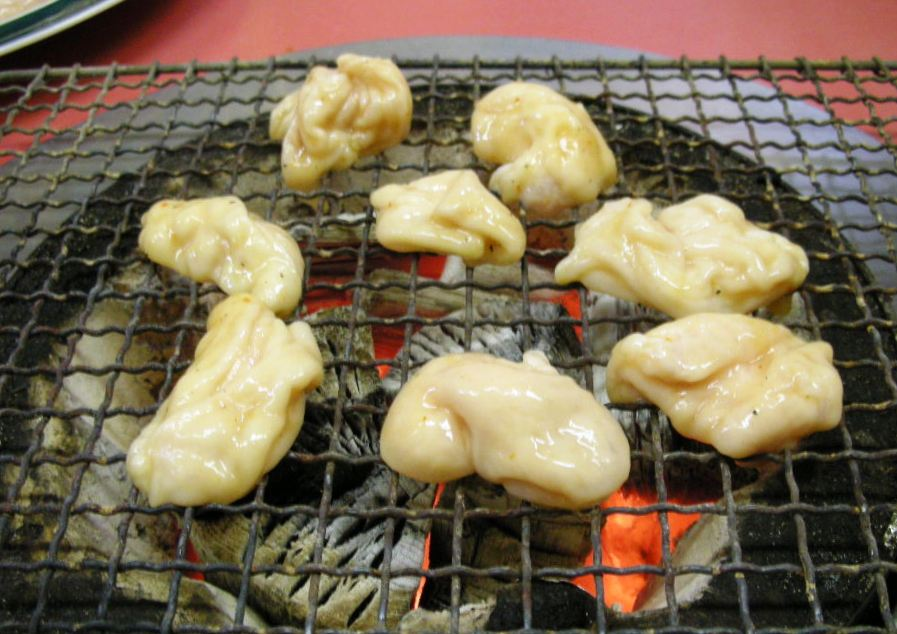
厚木シロコロ・ホルモン

- 北海道旭川市の「塩ホルモン」は、塩ベースの調味液につけて調理したものである。
- 宮城県気仙沼市では、遠洋漁業が発達し始めた昭和30年頃から「気仙沼ホルモン」と呼ばれる独特の豚ホルモン焼きが市民に広まった。
- 宮城県岩沼市では、生の豚のモツをジンギスカン鍋で焼く「岩沼とんちゃん」と呼ばれるホルモン焼きが一般的である（前述）。
- 埼玉県秩父市では豚のホルモン焼き店が多く、安価に良質のホルモンを味わうことができる[12]。
- 神奈川県厚木市では、網で焼くと丸みを帯びてコロコロになることから名付けられた「厚木シロコロ・ホルモン」と呼ばれるホルモン焼きが知られている。

小腸を「丸腸」と呼び、ホルモン焼きの材料とする店は各地にある。

## 事故
ブタの体内にはE型肝炎ウイルスが存在することがあり、ブタのホルモンについては十分に加熱調理する必要がある。ホルモン焼きの肉としてブタが多く用いられる北海道では、しばしばホルモンから感染した肝炎の発症者が出ることがあり、2004年には死者1名、2006年には重体1名が記録されている。